# Johnston Building
El Johnston Building, también conocido como Midtown Plaza, es un rascacielos de 17 pisos en Charlotte, Carolina del Norte, con una altura aproximada de 81 m. La altura oficial del edificio nunca se ha publicado. Originalmente de 15 pisos cuando se completó en 1924, fue el edificio más alto de Charlotte hasta 1926.

## Historia
Ubicado en 212 South Tryon Street, el lote albergaba el Trust Building, que se quemó en 1922. Anchor Mills Company compró el sitio por 100 dólaresen 1923 a la Textile Office Building Company. William Lee Stoddart, un arquitecto de la ciudad de Nueva York conocido por sus grandes hoteles, había diseñado el Hotel Charlotte, que estaba en construcción y tenía a Charles Worth Johnston como inversor. El constructor fue Hunkin-Conkey Construction, y se informó que el costo fue de 600 000 dólares.
El edificio de estructura de acero neoclásico tenía bloques de piedra caliza para la fachada y ladrillo de color beige, pero estos eran solo para la apariencia y no sostenían el edificio.
El agente de alquiler Thomas Griffith dijo que el edificio Johnston tenía inquilinos reservados incluso antes de su finalización. Las oficinas albergaban a corredores de algodón, agentes de seguros, abogados y empresas inmobiliarias. Entre los que se encontraban en el edificio cuando se inauguró: E.C. Griffith Company, arquitecto C.C. Hook y Cameron Morrison. Southern Bell se hizo cargo de todo el piso quince en 1926 y tenía los tres pisos y partes de los demás en 1947.
Un informe de la Cámara de Comercio de 1927 dijo que el Edificio Johnston tenía 11 600 m² de espacio para oficinas de "primera clase". Solo el First National Bank Building, que reemplazó al Johnston Building como el más alto de Charlotte en 1926, tenía más espacio con 15 000 m².
En 1929 se agregaron dos pisos más. El edificio actual tiene un total de 16 000 m².
David R. Johnston, hijo de Charles Worth Johnston, se hizo cargo de los intereses comerciales familiares. Anchor Mills decidió vender la propiedad en 1975 debido a los problemas de salud del joven Johnston. Johnston Building Inc. asumió una hipoteca de 2,1 millones de dólares con New York Life Insurance Company, que se hizo cargo del edificio en 1981 cuando no se pudieron realizar los pagos. Ese mismo año, New York Life vendió el Johnston Building a Howard, Howard and Barnard de California, después de lo cual comenzaron las renovaciones. El valor de tasación del edificio y el lote en 1991 fue de casi 17,2 millones, de los cuales 2 millones por el lote.
Dilweg Companies de Durham, Carolina del Norte, anunció el 2 de febrero de 2015 que la empresa compró el edificio Johnston. Los registros del condado mostraron que el precio de compra fue de 25,3 millones.